# Ambedkar Nagar (distrikt)
Ambedkar Nagar (hindi: अंबेडकर नगर ज़िला, urdu: امبیڈکر نگر ضلع) er et distrikt i den indiske delstat Uttar Pradesh. Distriktets hovedstad er Akbarpur.

## Demografi
Ved folketællingen i 2011 var der 2,398,709 indbyggere i distriktet, mod 2,026,876 i 2001. Den urbane befolkningen udgør 11,74 % af befolkningen.
Børn i alderen 0 til 6 år udgjorde 13,53 % i 2011 mod 19,40 % i 2001. Antallet af piger i den alderen per tusinde drenge er 942 i 2011.